# Гилберт, Эд
Эдмунд Фрэнсис Гилберт (англ. Edmund Francis Gilbert; 29 июня 1931, Чикаго, Иллинойс — 8 мая 1999, Беверли-Хиллз, Калифорния), более известный как Эд Гилберт (англ. Ed Gilbert) — американский актёр, в основном работавший над озвучиванием мультфильмов.

## Биография
Гилберт вырос в Европе и Америке, а также получил образование в Чикагском университете. Гилберт служил в армии во время Корейской войны, затем работал на нескольких низкооплачиваемых работах во Флориде. На телевидение он попал в середине 1960-х годов, играл небольшие роли в различных сериалах. Первая регулярная роль — Фентон Харди, отец Джо и Фрэнка в телесериале «Братья Харди и Нэнси Дрю», который выходил в 1977—1979 годах. С середины 1980-х Гилберт в основном работал над озвучиванием мультфильмов и телесериалов. Его голосом говорил Разряд, а также некоторые другие роботы в сериале «Трансформеры». Гилберт озвучивал медведя Балу в сериале «Чудеса на виражах», мудреца Фасира в Аладдине, Мандарина в «Железном человеке», Дормамму в «Человеке-пауке», генерала Хока в G.I. Joe.
Эд Гилберт умер 8 мая 1999 года от рака легких.
Похоронен в мемориальном парке Этернал Вэлли в Ньюхоле, штат Калифорния.